# Токио (Бумажный дом)
Токио (Силена Оливейра) — персонаж испанского телесериала «Бумажный дом». Де-факто, она является его главным героем, а также ненадёжным рассказчиком. Роль исполнила Урсула Корберо.

## Биография
Токио — молодая воровка, скрывающаяся от полиции после неудавшегося ограбления, в результате которого был убит её парень. Профессор нанял Силену для помощи в ограблении Королевского монетного двора в Мадриде. Вместе с другими грабителями, её отправляют на уединённую виллу, где они планируют ограбление в течение пяти месяцев. Профессор просит каждого из грабителей выбрать название города, чтобы скрыть свою личность, и она взяла Токио.

## Создание
Продюсеры сочли Токио одним из самых сложных в создании персонажей, поскольку изначально они искали актрису постарше. Урсула Корберо в конце концов получила роль за то, что привнесла в неё энергию. Корберо описала Токио как «девушку, у которой действительно отсутствует самооценка, она очень одинока, у неё очень плохие времена». Актёр Альваро Морте (Профессор) назвал Токио одним из самых любимых членов ограбления, поскольку оба персонажа доверяют и противостоят друг другу, как лучшие друзья.

## Оценки

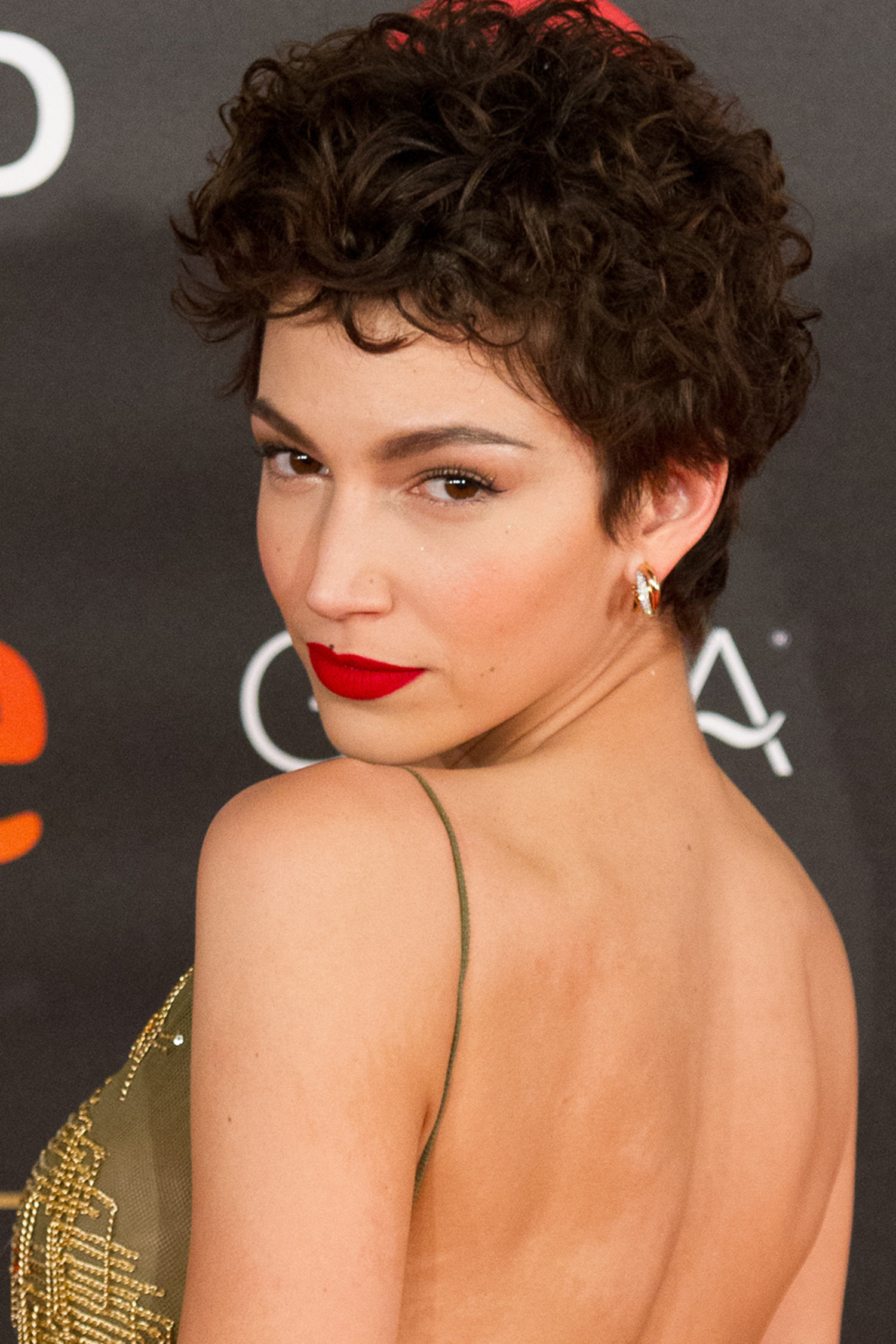
Корберо на премии Гойя в 2018 году

Сандра Фэджинас из испанской газеты La Razón похвалила персонажа, сказав, что Токио является «чудесным коктейлем страсти и разума», который «великолепно рождён в сценарии». Она считает её «свободной душой, которая касается каждого товарища и подходит к нему по-разному: Рио — со страстной нежностью, Профессору — с холодным уважением, Найроби — с радостью и гармонией, а Берлину — с сложной дисциплиной». Джон Дойл из Globe and Mail видит в Корберо «сильную женскую роль, её персонаж не соответствует многим [тем] вещам, которые вы бы видели в аналогичной британской или американской криминальной драме». Между тем, Альфонсо Риваденейра Гарсия из перуанской газеты El Comercio не одобрял гиперсексуализацию Токио в третьем сезоне. Кейван Аж из Focus рассматривает Токио как одномерного главного героя, полагающегося на «дешёвый стилистический приём», а не на show, don’t tell. За роль Токио Корберо была номинирована на премию Premios Feroz в 2017 году в категории «Лучшая ведущая актриса сериала» и выиграла премию Premios IRIS в 2018 году за лучшую женскую роль.